# Wetzlar (stacja kolejowa)
Wetzlar – stacja kolejowa w Wetzlar, w kraju związkowym Hesja, w Niemczech.